# Gaultheria suborbicularis
Gaultheria suborbicularis är en ljungväxtart som beskrevs av William Wright Smith. Gaultheria suborbicularis ingår i släktet Gaultheria och familjen ljungväxter. Inga underarter finns listade i Catalogue of Life.